# 淡红墨头鱼
淡红墨头鱼，也被称作“温泉医生”，水族市面上以溫泉魚稱之，是一种鲤科鱼类，原广泛产于西亚亚热带地区的淡水栖息地。这种小鱼典型长度约为14厘米，但个别个体可以达到24厘米。